# Liste der Kulturdenkmale in Unterbreizbach
Die Liste der Kulturdenkmale in Unterbreizbach umfasst die als Ensembles, Straßenzüge und Einzeldenkmale erfassten Kulturdenkmale in der thüringischen Gemeinde Unterbreizbach.
Die Angaben in der Liste ersetzen nicht die rechtsverbindliche Auskunft der zuständigen Denkmalschutzbehörde.

## Legende
- Bild: zeigt ein Bild des Kulturdenkmals und gegebenenfalls einen Link zu weiteren Fotos des Kulturdenkmals im Medienarchiv Wikimedia Commons
- Bezeichnung: Name, Bezeichnung oder die Art des Kulturdenkmals
- Lage: Wenn vorhanden Straßenname und Hausnummer des Kulturdenkmals; Grundsortierung der Liste erfolgt nach dieser Adresse. Der Link Karte führt zu verschiedenen Kartendarstellungen und nennt die Koordinaten des Kulturdenkmals.
 Kartenansicht, um Koordinaten zu setzen – in dieser Kartenansicht sind Kulturdenkmale ohne Koordinaten mit einem roten bzw. orangen Marker dargestellt und können in der Karte gesetzt werden. Kulturdenkmale ohne Bild sind mit einem blauen bzw. roten Marker gekennzeichnet, Kulturdenkmale mit Bild mit einem grünen bzw. orangen Marker.
- Datierung: gibt das Jahr der Fertigstellung beziehungsweise das Datum der Erstnennung oder den Zeitraum der Errichtung an
- Beschreibung: bauliche und geschichtliche Einzelheiten des Kulturdenkmals, vorzugsweise die Denkmaleigenschaften
- ID: Die ID identifiziert das Kulturdenkmal eindeutig. In Thüringen sind aktuell keine IDs veröffentlicht. In der ID-Spalte kann sich auch folgendes Icon  befinden, dies führt zu Angaben zu diesem Kulturdenkmal bei Wikidata.

## Ensembles
| Bild | Bezeichnung                               | Lage | Datierung | Beschreibung | ID |
| --- | ----------------------------------------- | --- | --------- | ------------ | -- |
| [[Vorlage:Bilderwunsch/code!/O:!/C:50.797805,9.965428!/D:Buttlaer Straße komplett; Hintergasse komplett; Hirtengasse 4, 6; Langgasse komplett; Lindenstraße komplett; Linsengasse komplett; Mühlwärtser Straße 1; Mühlweg komplett; Pfarrgasse komplett; Räsaer Tor 1, 2, 3, 4, 6; Trift 2, 4; Ulsterstraße 1, 2, 3, 4, 5, 6, 8, 10, 12, 14; Unter der Linde komplett, Ensemble Historischer Ortskern Pferdsdorf!/\|BW]] | Ensemble Historischer Ortskern Pferdsdorf | Pferdsdorf, Buttlaer Straße komplett; Hintergasse komplett; Hirtengasse 4, 6; Langgasse komplett; Lindenstraße komplett; Linsengasse komplett; Mühlwärtser Straße 1; Mühlweg komplett; Pfarrgasse komplett; Räsaer Tor 1, 2, 3, 4, 6; Trift 2, 4; Ulsterstraße 1, 2, 3, 4, 5, 6, 8, 10, 12, 14; Unter der Linde komplett (Karte) |           |              |    |
| weitere Bilder Fotos hochladen | Ensemble Historischer Ortskern Sünna      | Sünna, Frankfurter Straße 18, 18a, 20, 21, 22, 23, 24, 26; Hirtenplatz 2, 4, 6; Thomas-Müntzer-Straße 1, 2, 3, 4, 5, 5a, 6, 7, 7a, 8, 9, 10, 11, 11a, 12, 13, 14, 15, 16, 17, 18, 19, 20, 21, 22, 23, 24, 25, 26, 27, 28, 28a, 29, 31, 33, 35, 37, 39, 41; Weingasse 1, 2 (Karte)                                                |           |              |    |

## Einzeldenkmale

### Unterbreizbach
| Bild                                    | Bezeichnung                            | Lage                                                                    | Datierung | Beschreibung    | ID |
| --------------------------------------- | -------------------------------------- | ----------------------------------------------------------------------- | --------- | --------------- | -- |
| BW                                      | Grenzturm                              | Unterbreizbach, Die Winterleite o. Nr., Flur 8, Flurstück 935/4 (Karte) |           |                 |    |
| BW                                      | Kolonnenweg                            | Unterbreizbach, Die Winterleite o. Nr., Flur 8, Flurstück 935/4 (Karte) |           |                 |    |
| BW                                      | Hofanlage                              | Unterbreizbach, Friedhofstraße 12 (Karte)                               |           |                 |    |
| BW                                      | Wohnhaus                               | Unterbreizbach, Friedhofstraße 2 (Karte)                                |           |                 |    |
| weitere Bilder Fotos hochladen          | Evangelisch-lutherische Christuskirche | Unterbreizbach, Karnweg 1 (Karte)                                       |           | mit Ausstattung |    |
| BW                                      | Kirchhof                               | Unterbreizbach, Karnweg 1 (Karte)                                       |           |                 |    |
| BW                                      | Ehemaliges Mühlengehöft Pfannmühle     | Unterbreizbach, Pfannmühle 1 (Karte)                                    |           |                 |    |
| BW                                      | Hofanlage                              | Unterbreizbach, Phillipsthaler Straße 4 (Karte)                         |           |                 |    |
| BW                                      | Wohnhaus                               | Unterbreizbach, Querstraße 2 (Karte)                                    |           |                 |    |
| Direkt Bild zu diesem Denkmal hochladen | separater Gewölbekeller                | Unterbreizbach, Querstraße 2                                            |           |                 |    |
| BW                                      | Wohnhaus                               | Unterbreizbach, Querstraße 4 (Karte)                                    |           |                 |    |
| BW                                      | Uhrenturm                              | Unterbreizbach, Schachtstraße 17 (Karte)                                |           |                 |    |
| BW                                      | Grenzturm                              | Unterbreizbach, Feldflur östlich der Kalihalde (Karte)                  |           |                 |    |

### Deicheroda
| Bild | Bezeichnung        | Lage                                  | Datierung | Beschreibung | ID |
| ---- | ------------------ | ------------------------------------- | --------- | ------------ | -- |
| BW   | Tränke             | Deicheroda, Deicheroda o. Nr. (Karte) |           |              |    |
| BW   | Hofanlage          | Deicheroda, Deicheroda 1 (Karte)      |           |              |    |
| BW   | Hofanlage          | Deicheroda, Deicheroda 7 (Karte)      |           |              |    |
| BW   | Hofanlage          | Deicheroda, Deicheroda 8 (Karte)      |           |              |    |
| BW   | Scheune            | Deicheroda, Deicheroda 10 (Karte)     |           |              |    |
| BW   | Wirtschaftsgebäude | Deicheroda, Deicheroda 11 (Karte)     |           |              |    |
| BW   | Wohnhaus           | Deicheroda, Deicheroda 12 (Karte)     |           |              |    |
| BW   | Wohnhaus           | Deicheroda, Deicheroda 17 (Karte)     |           |              |    |
| BW   | Hofanlage          | Deicheroda, Deicheroda 18 (Karte)     |           |              |    |
| BW   | Scheune            | Deicheroda, Deicheroda 19 (Karte)     |           |              |    |

### Hüttenroda
| Bild | Bezeichnung | Lage                             | Datierung | Beschreibung | ID |
| ---- | ----------- | -------------------------------- | --------- | ------------ | -- |
| BW   | Hofanlage   | Hüttenroda, Hüttenroda 4 (Karte) |           |              |    |
| BW   | Hofanlage   | Hüttenroda, Hüttenroda 5 (Karte) |           |              |    |
| BW   | Hofanlage   | Hüttenroda, Hüttenroda 6 (Karte) |           |              |    |
| BW   | Hofanlage   | Hüttenroda, Hüttenroda 7 (Karte) |           |              |    |

### Mosa
| Bild | Bezeichnung | Lage                 | Datierung | Beschreibung | ID |
| ---- | ----------- | -------------------- | --------- | ------------ | -- |
| BW   | Hofanlage   | Mosa, Mosa 2 (Karte) |           |              |    |
| BW   | Wohnhaus    | Mosa, Mosa 3 (Karte) |           |              |    |
| BW   | Hofanlage   | Mosa, Mosa 4 (Karte) |           |              |    |
| BW   | Wohnhaus    | Mosa, Mosa 7 (Karte) |           |              |    |
| BW   | Wohnhaus    | Mosa, Mosa 8 (Karte) |           |              |    |

### Mühlwärts
| Bild | Bezeichnung | Lage                           | Datierung | Beschreibung | ID |
| ---- | ----------- | ------------------------------ | --------- | ------------ | -- |
| BW   | Hofanlage   | Mühlwärts, Mühlwärts 2 (Karte) |           |              |    |

### Pferdsdorf
| Bild                                    | Bezeichnung                                              | Lage                                                                               | Datierung | Beschreibung    | ID |
| --------------------------------------- | -------------------------------------------------------- | ---------------------------------------------------------------------------------- | --------- | --------------- | -- |
| BW                                      | Hofanlage                                                | Pferdsdorf, Buttlarer Straße 1, Trift o. Nr. (Karte)                               |           |                 |    |
| BW                                      | Wohnhaus                                                 | Pferdsdorf, Buttlarer Straße 2, 4 (Karte)                                          |           |                 |    |
| BW                                      | Wohnhaus                                                 | Pferdsdorf, Hintergasse 1; Hintergasse 3 (Karte)                                   |           |                 |    |
| BW                                      | Wohnhaus                                                 | Pferdsdorf, Hintergasse 5; Hintergasse 5a (Karte)                                  |           |                 |    |
| BW                                      | Wohnhaus                                                 | Pferdsdorf, Hintergasse 13 (Karte)                                                 |           |                 |    |
| BW                                      | Kirchhof                                                 | Pferdsdorf, Hintergasse 15 (Karte)                                                 |           |                 |    |
| BW                                      | Brücke über die Mosa                                     | Pferdsdorf, Langgasse o. Nr.; Buttlarer Straße o. Nr. (Karte)                      |           |                 |    |
| BW                                      | Hofanlage                                                | Pferdsdorf, Langgasse 15 (Karte)                                                   |           |                 |    |
| BW                                      | Wohnhaus                                                 | Pferdsdorf, Langgasse 4 (Karte)                                                    |           |                 |    |
| BW                                      | Hofeinfassung                                            | Pferdsdorf, Langgasse 4 (Karte)                                                    |           |                 |    |
| BW                                      | Hofanlage                                                | Pferdsdorf, Langgasse 5 (Karte)                                                    |           |                 |    |
| BW                                      | Wohnhaus                                                 | Pferdsdorf, Langgasse 7 (Karte)                                                    |           |                 |    |
| BW                                      | Hofanlage                                                | Pferdsdorf, Lindenstraße 1 (Karte)                                                 |           |                 |    |
| BW                                      | Wohnhaus                                                 | Pferdsdorf, Lindenstraße 3, Langgasse o. Nr. (Karte)                               |           |                 |    |
| BW                                      | Wohnhaus                                                 | Pferdsdorf, Lindenstraße 6 (Karte)                                                 |           |                 |    |
| BW                                      | Backhaus                                                 | Pferdsdorf, Linsengasse o. Nr. (Karte)                                             |           |                 |    |
| BW                                      | Hofanlage                                                | Pferdsdorf, Linsengasse 3 (Karte)                                                  |           |                 |    |
| BW                                      | Wohnhaus                                                 | Pferdsdorf, Linsengasse 4; Langgasse o. Nr. (Karte)                                |           |                 |    |
| BW                                      | Hofanlage                                                | Pferdsdorf, Linsengasse 5; Langgasse o. Nr. (Karte)                                |           |                 |    |
| BW                                      | Hofanlage                                                | Pferdsdorf, Pfarrgasse 1 (Karte)                                                   |           |                 |    |
| BW                                      | Hofanlage                                                | Pferdsdorf, Pfarrgasse 3 (Karte)                                                   |           |                 |    |
| BW                                      | Pfarrhof                                                 | Pferdsdorf, Pfarrgasse 4, Hugoweg o. Nr. (Karte)                                   |           |                 |    |
| BW                                      | Wohnhaus                                                 | Pferdsdorf, Pfarrgasse 5 (Karte)                                                   |           |                 |    |
| BW                                      | Wohnhaus                                                 | Pferdsdorf, Pfarrgasse 7 (Karte)                                                   |           |                 |    |
| BW                                      | Hofanlage                                                | Pferdsdorf, Räsaer Tor 1, Langgasse o. Nr. (Karte)                                 |           |                 |    |
| BW                                      | Wohnhaus                                                 | Pferdsdorf, Ulsterstraße 14; Mühlweg o. Nr. (Karte)                                |           |                 |    |
| BW                                      | Wohnhaus                                                 | Pferdsdorf, Ulsterstraße 3 (Karte)                                                 |           |                 |    |
| BW                                      | Wohnhaus                                                 | Pferdsdorf, Ulsterstraße 6 (Karte)                                                 |           |                 |    |
| BW                                      | Wohnhaus                                                 | Pferdsdorf, Ulsterstraße 8 (Karte)                                                 |           |                 |    |
| BW                                      | Dorfanger Lindenplatz                                    | Pferdsdorf, Unter der Linde o. Nr.; Lindenstraße o. Nr.; Pfarrgasse o. Nr. (Karte) |           |                 |    |
| BW                                      | Denkmal für die Gefallenen des I. Weltkrieges            | Pferdsdorf, Unter der Linde o. Nr.; Pfarrgasse o. Nr. (Karte)                      |           |                 |    |
| weitere Bilder Fotos hochladen          | Evangelische Marienkirche                                | Pferdsdorf, Unter der Linde o. Nr.; Pfarrgasse o. Nr. (Karte)                      |           | mit Ausstattung |    |
| BW                                      | Kirchhofmauer                                            | Pferdsdorf, Unter der Linde o. Nr.; Pfarrgasse o. Nr. (Karte)                      |           |                 |    |
| BW                                      | Wohnhaus                                                 | Pferdsdorf, Unter der Linde 1 (Karte)                                              |           |                 |    |
| BW                                      | Wohnhaus                                                 | Pferdsdorf, Unter der Linde 2; Lindenstraße o. Nr. (Karte)                         |           |                 |    |
| BW                                      | Wohnhaus                                                 | Pferdsdorf, Unter der Linde 3 (Karte)                                              |           |                 |    |
| BW                                      | Hofanlage                                                | Pferdsdorf, Unter der Linde 5 (Karte)                                              |           |                 |    |
| BW                                      | Hofanlage                                                | Pferdsdorf, Unter der Linde 7 (Karte)                                              |           |                 |    |
| BW                                      | Scheunen                                                 | Pferdsdorf, Unter der Linde 9 (Karte)                                              |           |                 |    |
| Direkt Bild zu diesem Denkmal hochladen | Reste Grenzbefestigungsanlagen / deutsch-deutsche Grenze | Pferdsdorf, in der Feldflur                                                        |           |                 |    |

### Sünna
| Bild                                    | Bezeichnung                              | Lage                                                                                           | Datierung | Beschreibung    | ID |
| --------------------------------------- | ---------------------------------------- | ---------------------------------------------------------------------------------------------- | --------- | --------------- | -- |
| BW                                      | Wohnhaus                                 | Sünna, Frankfurter Straße 8 (Karte)                                                            |           |                 |    |
| BW                                      | Scheune                                  | Sünna, Frankfurter Straße 8 (Karte)                                                            |           |                 |    |
| BW                                      | Hofanlage                                | Sünna, Frankfurter Straße 12 (Karte)                                                           |           |                 |    |
| weitere Bilder Fotos hochladen          | Wohnhaus                                 | Sünna, Frankfurter Straße 18 (Karte)                                                           |           |                 |    |
| BW                                      | Stützmauer                               | Sünna, Frankfurter Straße 18 (Karte)                                                           |           |                 |    |
| weitere Bilder Fotos hochladen          | Wohnhaus                                 | Sünna, Frankfurter Straße 20 (Karte)                                                           |           |                 |    |
| BW                                      | Nebengelass                              | Sünna, Frankfurter Straße 20 (Karte)                                                           |           |                 |    |
| weitere Bilder Fotos hochladen          | Wohnhaus                                 | Sünna, Frankfurter Straße 21 (Karte)                                                           |           |                 |    |
| weitere Bilder Fotos hochladen          | Wohnhaus                                 | Sünna, Frankfurter Straße 24 (Karte)                                                           |           |                 |    |
| weitere Bilder Fotos hochladen          | Hofeinfriedung                           | Sünna, Frankfurter Straße 24 (Karte)                                                           |           |                 |    |
| weitere Bilder Fotos hochladen          | Wohnhaus                                 | Sünna, Frankfurter Straße 26 (Karte)                                                           |           |                 |    |
| BW                                      | Scheune                                  | Sünna, Frankfurter Straße 26 (Karte)                                                           |           |                 |    |
| weitere Bilder Fotos hochladen          | Evangelisch-lutherische Dorfkirche Sünna | Sünna, Hirtenplatz o. Nr. (Karte)                                                              |           | mit Ausstattung |    |
| Fotos hochladen                         | Kirchhof                                 | Sünna, Hirtenplatz o. Nr. (Karte)                                                              |           |                 |    |
| BW                                      | Gefallenendenkmal                        | Sünna, Hirtenplatz o. Nr. (Karte)                                                              |           |                 |    |
| weitere Bilder Fotos hochladen          | Wohnhaus                                 | Sünna, Hirtenplatz 2 (Karte)                                                                   |           |                 |    |
| weitere Bilder Fotos hochladen          | Pfarrhaus                                | Sünna, Hirtenplatz 6 (Karte)                                                                   |           |                 |    |
| weitere Bilder Fotos hochladen          | Nebengebäude                             | Sünna, Hirtenplatz 6 (Karte)                                                                   |           |                 |    |
| Direkt Bild zu diesem Denkmal hochladen | Wohnhaus                                 | Sünna, Karl-Liebknecht-Straße 20, nicht identifiziert (DDR-Liste)                              |           |                 |    |
| Direkt Bild zu diesem Denkmal hochladen | Wohnhaus                                 | Sünna, Karl-Liebknecht-Straße 26, nicht identifiziert (DDR-Liste)                              |           |                 |    |
| Direkt Bild zu diesem Denkmal hochladen | Wohnhaus                                 | Sünna, Karl-Liebknecht-Straße 30, nicht identifiziert (DDR-Liste)                              |           |                 |    |
| Direkt Bild zu diesem Denkmal hochladen | Brunnen                                  | Sünna, Thomas-Müntzer-Straße o. Nr., Flurstück 89 nicht mehr existent, entweder 89/1 oder 89/2 |           |                 |    |
| weitere Bilder Fotos hochladen          | Wohnhaus                                 | Sünna, Thomas-Müntzer-Straße 2 (Karte)                                                         |           |                 |    |
| BW                                      | Wohnhaus                                 | Sünna, Thomas-Müntzer-Straße 4 (Karte)                                                         |           |                 |    |
| weitere Bilder Fotos hochladen          | Hofanlage                                | Sünna, Thomas-Müntzer-Straße 16 (Karte)                                                        |           |                 |    |
| weitere Bilder Fotos hochladen          | Wohnhaus                                 | Sünna, Thomas-Müntzer-Straße 20 (Karte)                                                        |           |                 |    |
| weitere Bilder Fotos hochladen          | Wohnhaus                                 | Sünna, Thomas-Müntzer-Straße 22 (Karte)                                                        |           |                 |    |
| weitere Bilder Fotos hochladen          | Hofanlage                                | Sünna, Thomas-Müntzer-Straße 27 (Karte)                                                        |           |                 |    |
| weitere Bilder Fotos hochladen          | Wohnstallhaus                            | Sünna, Thomas-Müntzer-Straße 28a (Karte)                                                       |           |                 |    |
| BW                                      | Hofanlage                                | Sünna, Thomas-Müntzer-Straße 29 (Karte)                                                        |           |                 |    |
| BW                                      | Scheune                                  | Sünna, Thomas-Müntzer-Straße 31 (Karte)                                                        |           |                 |    |
| weitere Bilder Fotos hochladen          | Wohnstallhaus                            | Sünna, Thomas-Müntzer-Straße 41 (Karte)                                                        |           |                 |    |
| BW                                      | Hofanlage                                | Sünna, Thomas-Müntzer-Straße 49 (Karte)                                                        |           |                 |    |
| BW                                      | Wohnhaus                                 | Sünna, Weingasse 1 (Karte)                                                                     |           |                 |    |
| BW                                      | Wohnstallhaus                            | Sünna, Weingasse 2 (Karte)                                                                     |           |                 |    |